# Чернігівський обласний філармонійний центр фестивалів та концертних програм
Черні́гівський обласни́й філармоні́йний центр фестива́лів та конце́ртних програ́м — обласна філармонія в Чернігові; значний культурний осередок міста й регіону.

## Мета діяльності
Метою діяльності центру є:
- відродження української національної культури,
- популяризація українського та світового музичного мистецтва,
- пропагування найкращих творів симфонічного, хорового, інструментального, вокального, народного, духового та інших музичних жанрів,
- морально-естетичне виховання підростаючого покоління та молоді на національних та загальнолюдських цінностях засобами музичного мистецтва,
- проведення культурно-просвітницької роботи серед населення,
- організація фестивалів, конкурсів та інших заходів, що сприяють покращенню духовного добробуту глядача.

## Мистецькі колективи і виконавці
Станом на червень 2016 в філармонійному центрі працюють:
- Академічний симфонічний оркестр «Філармонія»
- Академічний ансамбль пісні і танцю «Сіверські клейноди»
- Академічний камерний хор імені Д. Бортнянського
- Чернігівський академічний народний хор
- Капела бандуристів імені О. Вересая
- Чернігівський духовий оркестр
- Джаз-бенд «BissQuit»
- Колектив концертних виконавців

Серед 20 концертних виконавців центру народний артист України, лауреат Національної премії України імені Тараса Шевченка кобзар-лірник Василь Нечепа та заслужені артисти України, співаки Володимир Гришин та Сергій Сулімовський.
Більш ніж 20 років плідно працював концертний виконавець, інструменталіст, композитор Микола Збарадський, пісні якого ввійшли до репертуару народної артистки України Раїси Кириченко, народного артиста України Василя Зінкевича та інших.
В філармонії працював народний артист України Віктор Субачев.

## Історія
Чернігівська обласна філармонія була створена в 1944 році наказом № 1 від 22 травня 1944 року відповідно до наказу обласного відділу у справах мистецтва. Штатний творчий склад в кількості 12 чоловік був поділений на дві концертні бригади. Перша складалася з 5 чоловік, друга — з 7-ми. Робота виконувалась штатним персоналом артистів творчого складу, а також силами нештатних виконавців за трудовою угодою та артистів-сумісників.
З початку свого існування філармонія розміщувалась на території колишнього Єлецького монастиря. Стаціонарне приміщення з залом на 612 місць філармонія отримала в 1964 році — це колишній будинок Миколаївського єпархіального братства.
На початку 1964 року у творчому складі філармонії працювали такі колективи:
1. лекторська бригада,
2. естрадна бригада,
3. бригада бандуристів,
4. артисти-ляльководи.

У 1965 році був створений ансамбль циган, у 1968 році — камерна бригада, у 1973 році в філармонії створена дитяча група «Веселий час».
Протягом всього часу існування філармонії структура творчого складу постійно змінювалась, але незмінними залишалися такі напрямки роботи:
- класична музика,
- фольклор,
- естрадний жанр,
- лекторійна робота,
- програми для дітей.

У 2000 році обласна філармонія була реорганізована в обласний філармонійний центр фестивалів та концертних програм.
Чернігівський обласний філармонійний центр фестивалів та концертних програм створений на підставі рішення Чернігівської обласної ради від 26 жовтня 2000 року, розпорядження голови Чернігівської обласної державної адміністрації від 15 листопада 2000 року № 691 та наказу управління культури Чернігівської обласної державної адміністрації від 28 листопада 2000 року № 82-к шляхом реорганізації (злиття):
- державного комунального підприємства «Чернігівська обласна філармонія»,
- державного комунального концертного підприємства «Камерний хор ім. Д.Бортнянського»,
- державного комунального концертного підприємства «Духовий оркестр»,
- комунального підприємства — ансамблю народної музики «Гармоніка».